# 노랑머리할미새
노랑머리할미새(Motacilla citreola)는 할미새과에 속하는 작은 명금류이다.

## 어원
시트레놀라(citreola)라는 용어는 시트레올라의 노란색을 의미한다.

## 분류
노랑머리할미새의 분류는 21세기 초에 상당한 논쟁의 대상이 되었다. 이것은 이 새가 동부 (M. tschchenis)와 서양긴발톱할미새(M. flava)과 함께 암호화된 종 복합체를 형성하기 때문이다.
모타실라(Motacilla)는 라틴어로 '얼룩무늬의 할미새'를 가리키는 말이다. 여기서의 'cilla'는 본래 지소어(指小語)이지만 중세 시대부터 'cilla'가 꼬리라는 뜻이라고 오해가 생겼다. 'Citreola'는 라틴어로 '레몬 옐로우'를 뜻한다.

## 설명
몸길이는 15.5~17cm 정도로 가늘고 긴 새이며, 꼬리는 길고 끊임없이 흔들린다. 다 자란 수컷은 머리 위가 기본적으로 회색 또는 검은색이고, 목덜미는 흰색이고, 검은 목덜미를 제외하고는 머리 전체가 밝은 노란색이다. 겨울에 깃털은 노란색 하체가 흰색으로 희석될 수 있으며, 머리는 갈색을 띠며 황색의 상규관이 있다. 암컷들은 일반적으로 겨울 깃털에서 씻겨 나간 수컷들처럼 보인다.

## 분포
북극 중부의 습윤 목초지와 툰드라에서 번식한다. 겨울에는 남아시아, 종종 고지대 지역으로 이동한다. 분포 지역이 서쪽으로 확장되고 있으며, 드물지만 서유럽에서 떠돌아다니는 개체수가 증가하고 있다.

## 생태학
물 근처의 습한 목초지와 늪지, 땅 위의 둥지 등에 사는 식충성 조류로 4-5개의 반점이 있는 알을 낳는다.

## 갤러리

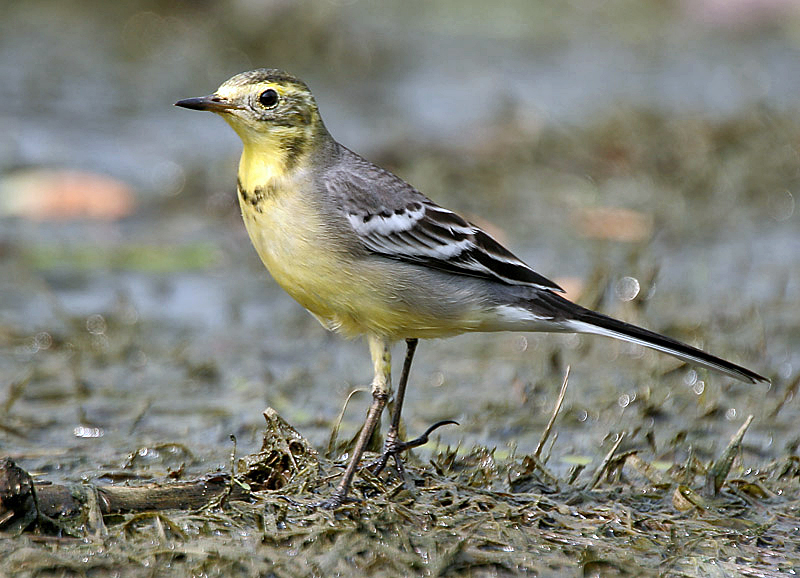
인도 콜카타 근처에서 촬영된 암컷 노랑머리할미새
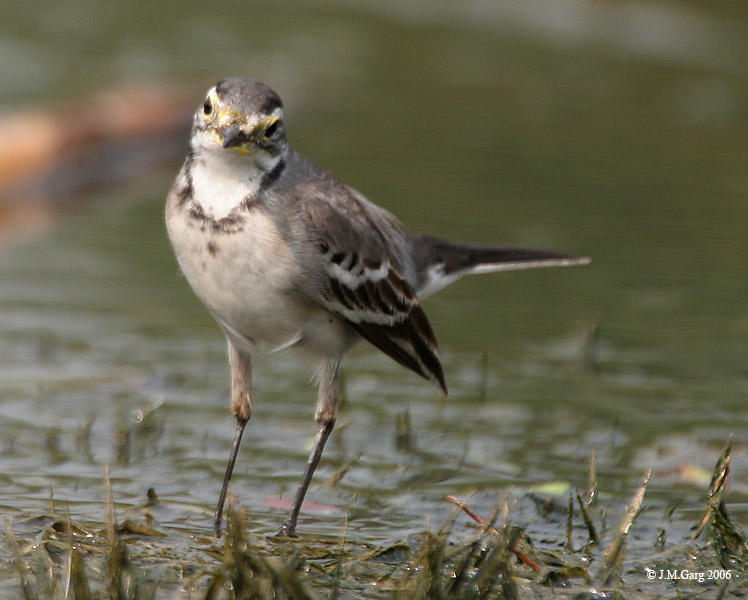
인도에서 촬영된 어린 노랑머리할미새 개체
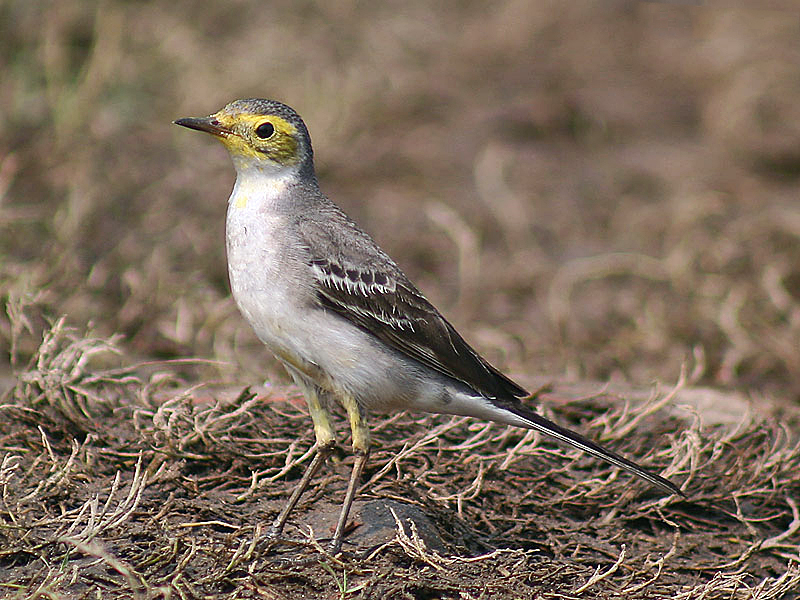
인도에서 촬영된 미성숙 개체
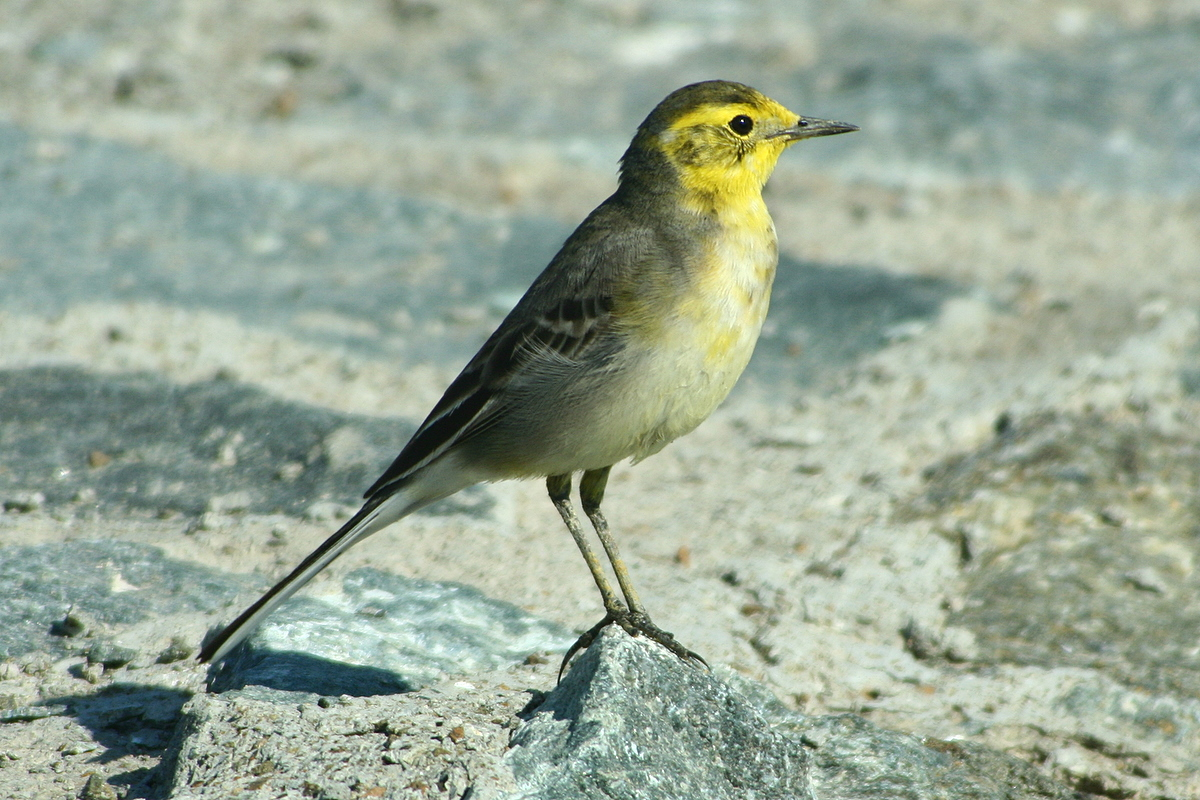
두바이 라스 알 코르의 개체
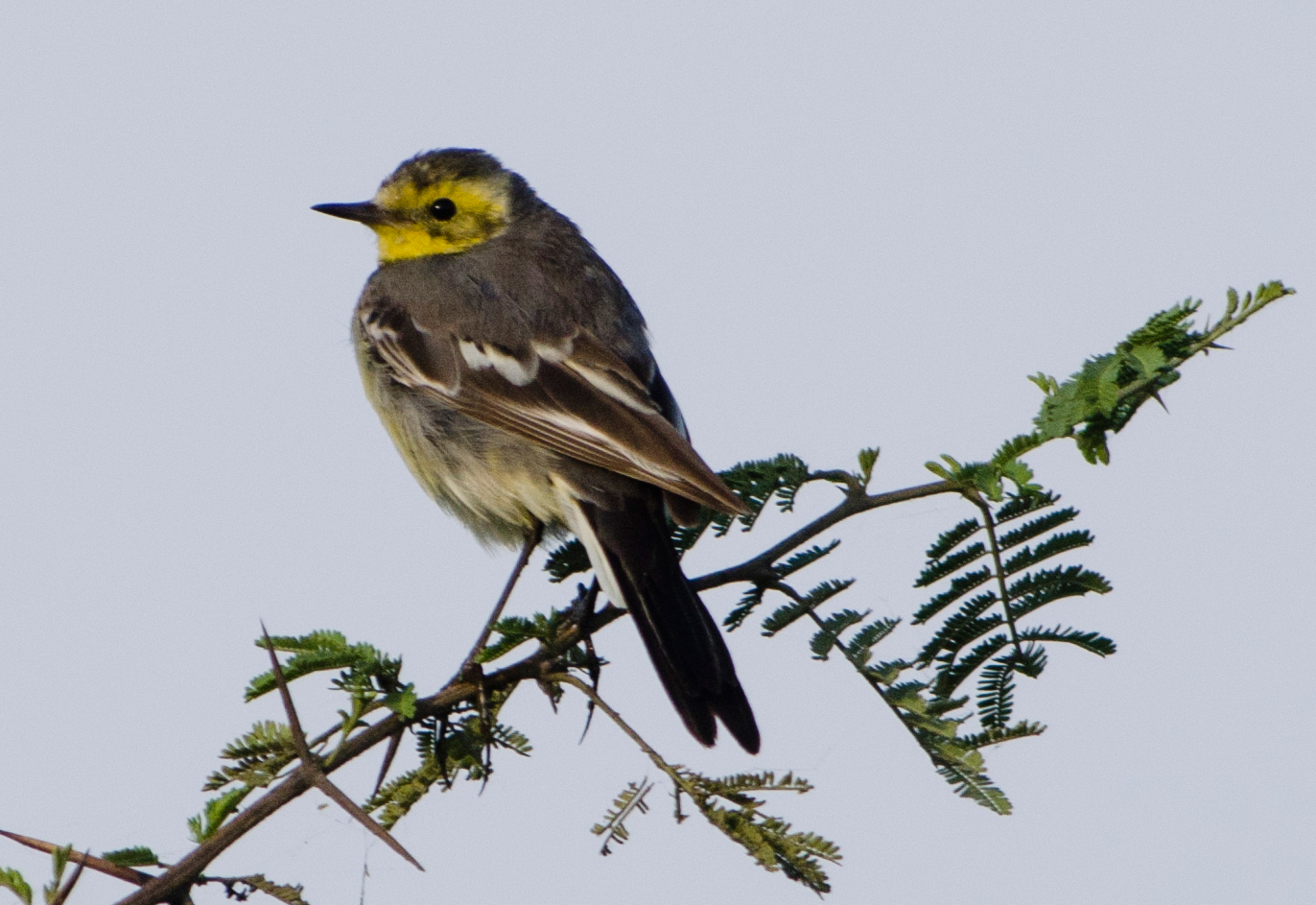
노랑머리할미새
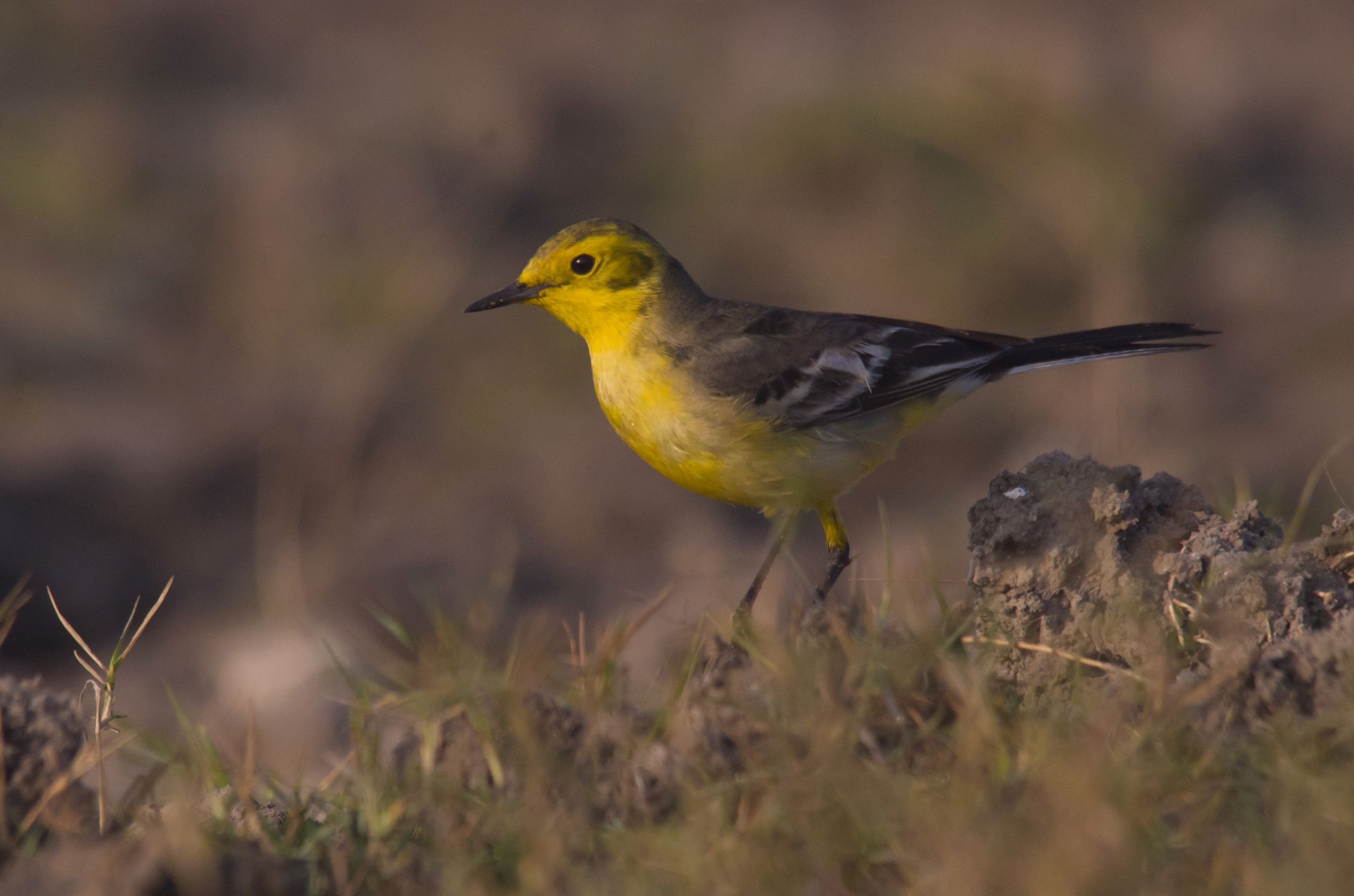
날사로바르 조류보호구역의 노랑머리할미새
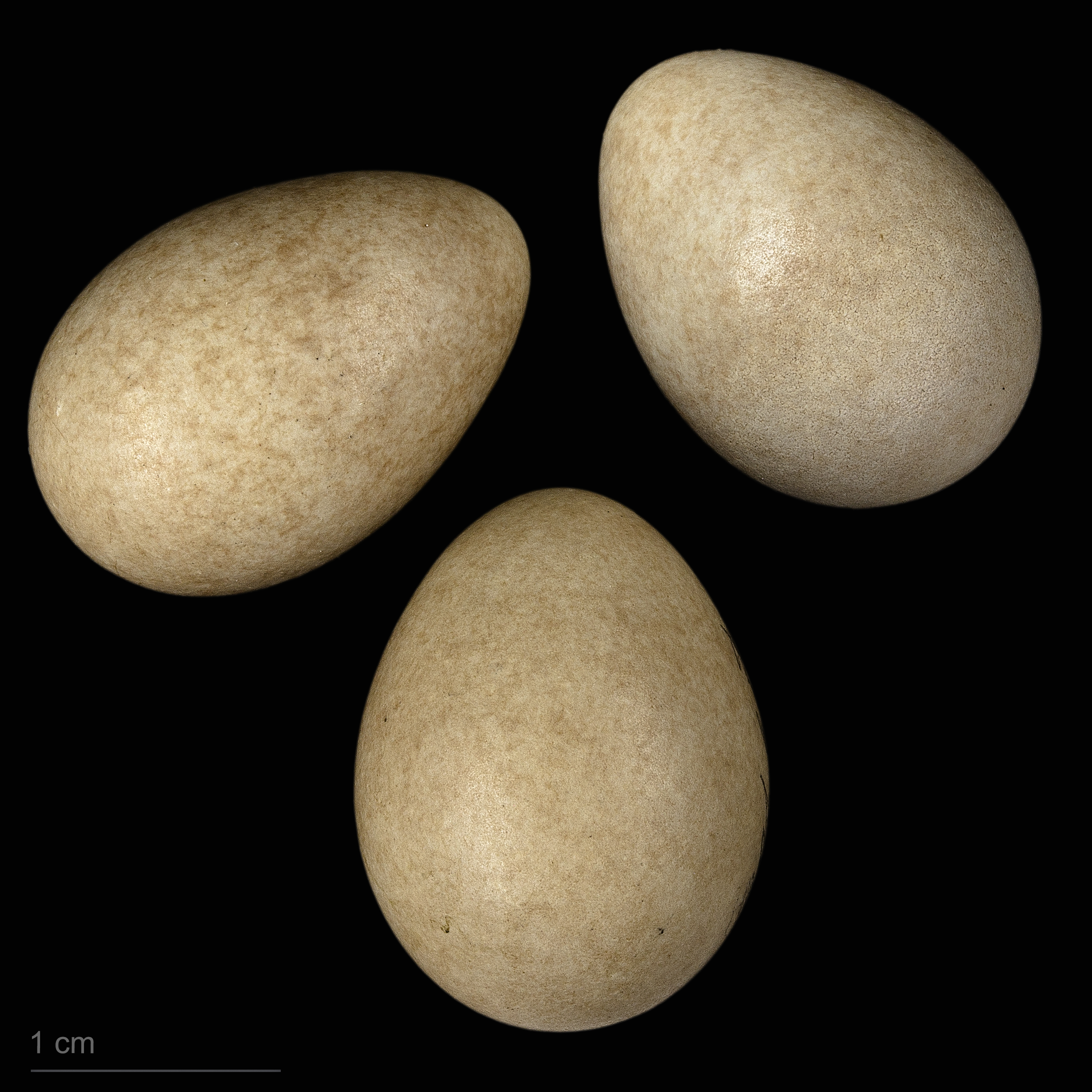
Motacilla citreola citreola

## 참조
위키미디어 공용에 노랑머리할미새 관련 미디어 자료가 있습니다.
1. ↑  Voelker, Gary (2002). “Systematics and historical biogeography of wagtails: Dispersal versus vicariance revisited” (PDF). 《Condor》 104 (4): 725–739. doi:10.1650/0010-5422(2002)104[0725:SAHBOW]2.0.CO;2. JSTOR 1370694. 2016년 3월 5일에 원본 문서 (PDF)에서 보존된 문서. 2013년 3월 21일에 확인함.
2. ↑  Jobling, James A. (2010). 《The Helm Dictionary of Scientific Bird Names》. London, United Kingdom: Christopher Helm. 109, 261쪽. ISBN 978-1-4081-2501-4.
3. ↑  Inskipp, Carol; Inskipp, Tim & Sherub (2000). “The ornithological importance of Thrumshingla National Park, Bhutan” (PDF). 《Forktail》 14: 147–162.